# Турдыев, Саидкул Алиевич

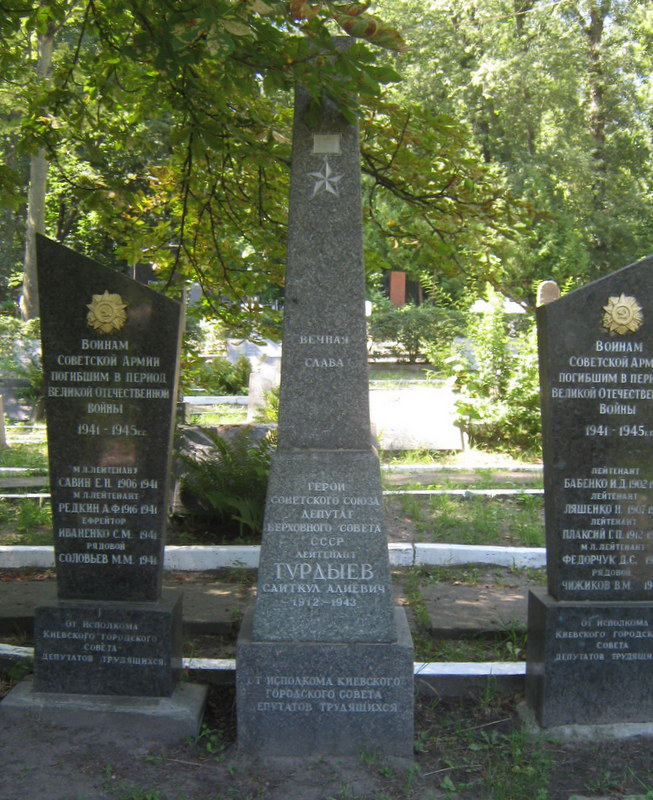
Могила Саидкулы Турдыева, Байково кладбище, Киев

Саидкул Алиевич Турдыев (15 июля 1912, кишлак Хавабат, Бухарский эмират — 3 октября 1943, Киев) — народный комиссар земледелия Таджикской ССР; депутат Верховного Совета СССР 1-го созыва, участник Великой Отечественной войны, Герой Советского Союза.

## Биография
Родился в крестьянской семье, таджик. Член ВКП(б) с 1937 года. Окончил Ташкентский хлопковый техникум и Таджикскую высшую сельскохозяйственную школу. Был народным комиссаром земледелия Таджикской ССР. Избирался депутатом Верховного Совета СССР 1-го созыва.
В 1933—1935 служил в рядах Красной Армии. С началом Великой Отечественной войны был призван в Красную Армию в 1942 году, на фронте — с июня 1943 года.
В ночь на 2 октября 1943 года командир пулемётной роты 342-го стрелкового полка (136-я стрелковая дивизия, 38-я армия, Воронежский фронт) лейтенант С. Турдыев в числе первых в батальоне форсировал Днепр в районе острова Казачий, расположенного на южной окраине столицы Украины города Киева. Заменив выбывшего из строя командира батальона, возглавил бой на плацдарме. Погиб в бою 3 октября 1943 года.
Похоронен в городе-герое Киеве на Байковом кладбище.
Указом Президиума Верховного Совета СССР «О присвоении звания Героя Советского Союза генералам, офицерскому, сержантскому и рядовому составу Красной Армии» от 10 января 1944 года за «образцовое выполнение боевых заданий командования на фронте борьбы с немецко-фашистскими захватчиками и проявленные при этом отвагу и геройство» удостоен посмертно звания Героя Советского Союза.

## Награды
- Медаль «Золотая Звезда» (10.01.1944)[3];
- орден Ленина (10.01.1944);
- орден «Знак Почёта» (1936).

## Память
В городе Куляб установлен бюст С. А. Турдыева.
Именем С. А. Турдыева названы:
- улица в городе Дангара (Хатлонская область, Таджикистан);
- улица в городе Душанбе;
- совхоз в Московском районе Кулябской области;
- школа № 4.
- Его могила на Байковом кладбище в Киеве является объектом культурного наследия Украины.